# Мељек
Мељек (слч. Melek) насељено је мјесто са административним статусом сеоске општине (слч. obec) у округу Њитра, у Њитранском крају, Словачка Република.

## Становништво
| Година:    | 1994. | 2004.   | 2014.   | 2024.    |
| ---------- | ----- | ------- | ------- | -------- |
| Број људи: | 433   | 454     | 453     | 562      |
| Разлика:   |       | +4,84 % | -0,22 % | +24,06 % |

| Година:    | 2023. | 2024.   |
| ---------- | ----- | ------- |
| Број људи: | 564   | 562     |
| Разлика:   |       | -0,35 % |

Према подацима о броју становника из 2011. године насеље је имало 453 становника.